# Округ Коконино (Аризона)
Округ Коконино (енгл. Coconino County) је округ у америчкој савезној држави Аризона. По попису из 2010. године број становника је 134.421. Седиште округа је град Флагстаф.

## Демографија
Према попису становништва из 2010. у округу је живело 134.421 становника, што је 18.101 (15,6%) становника више него 2000. године.
| Група             | 2000.          | 2010.          |
| Белци             | 66.969 (57,6%) | 74.231 (55,2%) |
| Афроамериканци    | 1.215 (1,0%)   | 1.629 (1,2%)   |
| Азијати           | 910 (0,8%)     | 1.846 (1,4%)   |
| Хиспаноамериканци | 12.727 (10,9%) | 18.166 (13,5%) |
| Укупно            | 116.320        | 134.421        |